# OpenWorm
OpenWorm — международный проект по созданию компьютерной модели (in silico) на клеточном уровне одного из наиболее полно изученных современной биологией микроорганизмов — червя Caenorhabditis elegans.
Конечной целью проекта является полная модель, которая включает все клетки C. elegans (чуть менее тысячи). На первой стадии будет моделироваться передвижение червя, для чего симулируется работа 302 нервных клеток и 95 мышечных. На 2014 год были созданы модели нейронного коннектома и мышечных клеток. На сайте проекта доступен трёхмерный интерактивный анатомический атлас червя. Участники проекта OpenWorm также развивают платформу geppetto, предназначенную для моделирования целых организмов.
В 2015 году координатор проекта С. Ларсон заявил, что поставленные цели выполнены на 20—30 %.

## ЧервьC. elegans
Круглый червь C. elegans для современной генетики является аналогом мухи дрозофилы для классических естественнонаучных дисциплин; он имеет одну из наиболее простых нервных систем, состоящую всего из 302 нейронов. Более того, изучена структура соединений между ними (коннектом). Всего в организме червя чуть менее тысячи клеток, все они идентифицированы и описаны в научной литературе, поскольку C. elegans является популярным модельным организмом. Также полностью прочитан геном червя, описано множество мутаций, поведение червей и т. п. При столь низком числе нейронов использование двухфотонной микроскопии может позволить описать полную нейронную активность живого организма. С помощью оптогенетических технологий возможно будет полностью описать нейродинамику организма.
В процессе создания полной модели живого существа «in silico» будут созданы новые средства и методы, которые упростят моделирование более сложных организмов.

### Проект NemaLoad
Проект Nemaload — исследовательская программа по эмпирическому поиску биологических фактов, которые потребуются для полноценной симуляции «снизу вверх». Основатель Nemaload, David Dalrymple, сотрудничает с проектом OpenWorm.

## Проект OpenWorm
Несмотря на заявленную конечную цель проекта по симуляции всего организма C. elegans и особенностей его поведения, проект Open Worm сначала планирует достичь лишь симуляции простейших моторных реакций. Для этого виртуальный червь должен быть помещен в виртуальную окружающую среду. Требуется достичь полноценной обратной связи по цепочке: Стимул среды — сенсорная трансдукция — срабатывание промежуточных нейронов — срабатывание моторных нейронов — сокращение мышечных клеток — изменение среды — сенсорная трансдукция и так далее…
Две основные технические проблемы: моделирование нейронных и электрических свойств нервной системы в процессе обработки информации и, затем, моделирование механических свойств тела червя в процессе движения. Свойства нейронов моделируются уравнениями Hodgkin Huxley, а механические свойства — алгоритмом Smoothed Particle Hydrodynamic.
Команда OpenWorm создала программу Geppetto, которая интегрирует в себе эти алгоритмы и, благодаря своей модульности, сможет моделировать другие биологические системы (например, пищеварение).
Команда также создала окружение NeuroConstruct, которая описывает структуры нейронов в формате NeuroML. С помощью NeuroConstruct был реконструирован полный коннектом C. elegans.
В формате NeuroML также была создана модель мышечной клетки. Однако на текущий момент модели включают в себя лишь простейшие реакции, но не электрические или механические свойства.
На следующей стадии проекта участники соединят мышечную клетку с шестью нейронами и изучат их взаимодействие.
В дальнейшем процесс будет повторяться для остальных мышечных клеток.